# Antiche unità di misura del circondario di Rocca San Casciano
Sono qui riportate le conversioni tra le antiche unità di misura in uso nel circondario di Rocca San Casciano e il sistema metrico decimale, così come stabilite ufficialmente nel 1877.
Nonostante l'apparente precisione nelle tavole, in molti casi è necessario considerare che i campioni utilizzati (anche per le tavole di epoca napoleonica) erano di fattura approssimativa o discordanti tra loro.
A causa del metodo inappropriato utilizzato nelle province toscane nel 1808 e a causa dell'impossibilità di reperire tutti i campioni originali, nel 1877 venne stabilito di utilizzare per le unità toscane i valori del 1808 però in forma approssimata.

## Misure di lunghezza
| Comuni         | Denominazione       | Valore | Unità |
| -------------- | ------------------- | ------ | ----- |
| Tutti i comuni | Braccio fiorentino  | 0,5836 | m     |
| Tutti i comuni | Passetto            | 1,1673 | m     |
| Tutti i comuni | Canna agrimensoria  | 2,9181 | m     |
| Modigliana     | Braccio bolognese   | 0,6400 | m     |
| Modigliana     | Braccio per tessuti | 0,7373 | m     |

Il braccio fiorentino si divide in 20 soldi, il soldo in 12 denari, il denaro in 12 punti.
Il passetto è di due braccia e si usa per le stoffe.
La canna agrimensoria di 5 braccia serve di base alle misure agrarie.
Le braccia usate in Modigliana si dividono in 12 once. Il braccio per i tessuti è quello stesso già usato in Forlì.

## Misure di superficie
| Comuni         | Denominazione    | Valore  | Unità |
| -------------- | ---------------- | ------- | ----- |
| Tutti i comuni | Quadrato         | 3406,19 | m²    |
| Tutti i comuni | Braccio quadrato | 0,3406  | m²    |

Il braccio quadrato si divide in 400 soldi quadrati.
Il quadrato, misura agraria, si divide in 10 tavole, la tavola in 10 pertiche, la pertica in 10 deche, la deca in 10 braccia quadrate.

## Misure di volume
| Comuni            | Denominazione            | Valore | Unità |
| ----------------- | ------------------------ | ------ | ----- |
| Tutti i comuni    | Braccio cubo             | 198,8  | L     |
| Tutti i comuni    | Catasta                  | 4771,1 | L     |
| Rocca S. Casciano | Catasta o passo da legna | 5367,4 | L     |

Il braccio cubo si divide in 6 braccioli, il bracciolo in 12 once, l'oncia in soldi cubi 111 1/9.
Due braccia cube fanno un traino, misura di legname da lavoro.
La catasta, misura di legname da fuoco, corrisponde a 24 braccia cube. Negli usi del commercio si usa di preferenza una catasta di sole diciotto braccia cube.
La catasta si divide in metà, terzi, quarti, ecc.
La catasta di Rocca S. Casciano si denomina passo da legna e corrisponde a 27 braccia cube.

## Misure di capacità per gli aridi
| Comuni            | Denominazione | Valore  | Unità |
| ----------------- | ------------- | ------- | ----- |
| Tutti i comuni    | Sacco         | 73,0886 | L     |
| Tutti i comuni    | Staio         | 24,3627 | L     |
| Rocca S. Casciano | Sacco         | 146,18  | L     |
| Rocca S. Casciano | Soma          | 97,4514 | L     |
| Santa Sofia       | Staio         | 26,39   | L     |

Il sacco fiorentino si divide in 3 staia, lo staio in 2 mine, la mina in 2 quarti, il quarto in 8 mezzette, la mezzetta in 2 quartucci.
Otto sacchi fanno un moggio.
Nel comune di Premilcore lo staio si divideva in 4 quarti, ed il quarto in 3 coppole.
Il sacco di Rocca San Casciano si divide in sei staia, e la soma in 4 staia.
Lo staio è il fiorentino, comune a tutto il circondario.
Lo staio di Santa Sofia, d'uso anteriore alla legge toscana del 1782, si riteneva corrispondere a staia fiorentine 1, quartucci 5 3/100.

## Misure di capacità per i liquidi
| Comuni                                 | Denominazione  | Valore  | Unità |
| -------------------------------------- | -------------- | ------- | ----- |
| Tutti i comuni                         | Barile da vino | 45,5840 | L     |
| Tutti i comuni                         | Fiasco da vino | 2,2792  | L     |
| Tutti i comuni                         | Barile da olio | 33,4289 | L     |
| Tutti i comuni                         | Fiasco da olio | 2,0893  | L     |
| Rocca S. Casciano, Premilcore, Portico | Barile         | 34,1880 | L     |
| Santa Sofia                            | Barile         | 39,30   | L     |

Il barile da vino ai divide in 20 fiaschi.
Il barile da olio ai divide in 16 fiaschi, il fiasco in 4 mezzette, la mezzetta in 2 quartucci.
Due barili fanno una soma.
Il barile di Rocca San Casciano è di 15 fiaschi fiorentini.
In tale città si usa per l'uva una soma che si ragguaglia al peso di 200 libbre.
Il barile di Santa Sofia si divide in 15 fiaschi ed equivale al barile di Bologna. In Santa Sofia il vino vendevasi a peso.
Si riteneva la soma di 200 libbre bolognesi, e quindi il barile di 100 libbre.
Il municipio di Dovadola indica di uso locale pel vino una soma di due barili di 15 fiaschi ciascuno, e la dice eguale a litri 72,633.

## Pesi
| Comuni               | Denominazione | Valore | Unità |
| -------------------- | ------------- | ------ | ----- |
| Tutti i comuni       | Libbra        | 339,5  | g     |
| Modigliana, S. Sofia | Libbra        | 361,9  | g     |

La libbra fiorentina si divide in 12 once, l'oncia in 8 dramme, la dramma in 3 denari, il denaro in 24 grani, il grano in 8 quarantottesimi.
100 libbre fanno un quintale. 150 libbre fanno un cCantaro.
1000 libbre un migliaio.
La libbra usata in Modigliana è la bolognese, che si divide in 12 once, l'oncia in 8 ottavi, l'ottavo in 20 carati, il carato in 4 grani.
Nei comuni di Galeata e Premilcore per taluni contratti, si faceva uso anche del peso romano. La libbra romana è eguale a chilogrammi 0,339072.